# Piewik bagienny
Piewik bagienny (Aphrophora major) – gatunek pluskwiaka z podrzędu cykadokształtnych i rodziny pienikowatych. Zamieszkuje Europę i palearktyczną Azję Wschodnią (zasięg dysjunktywny). Stenobiont związany z otwartymi terenami wilgotnymi i podmokłymi. Larwy żerują na roślinach zielnych i trawach, owady dorosłe zaś na brzozach i wierzbach.

## Taksonomia
Gatunek ten opisany został po raz pierwszy w 1896 roku przez Philipa Reese Uhlera. W 1900 roku Leopold Melichar opisał ten sam gatunek pod nazwą Aphrophora alpina. Ich synonimizacji dokonał Shōnen Matsumura w 1903 roku. Matsumura w 1904 roku opisał natomiast Aphrophora flavomaculata, a w 1940 roku Yezophora kurilensis – oba zsynonimizowane zostały z A. major w 1997 roku przez Tadashiego Komatsu w ramach rewizji japońskich przedstawicieli rodzaju.

## Morfologia

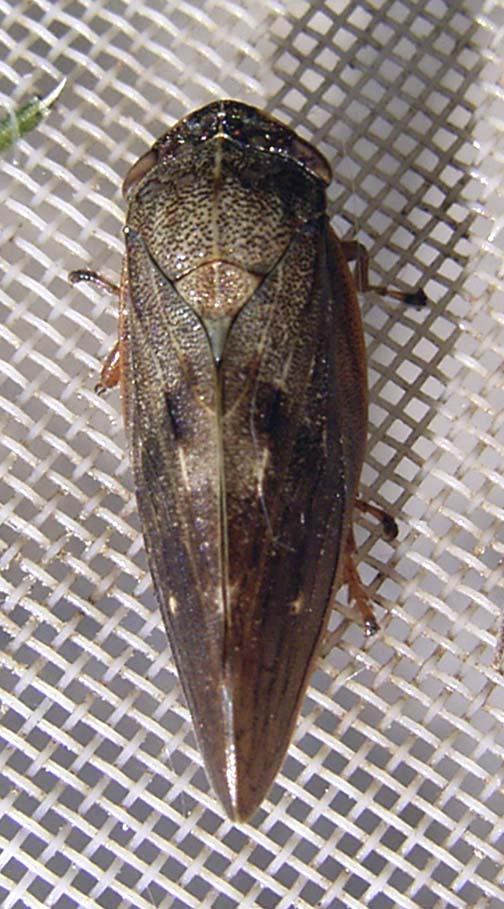
Imago, widok od góry

W Europie samce osiągają od 10,6 do 11,8 mm, a samice od 11,1 do 12,6 mm długości ciała, w Azji Wschodniej samce osiągają od 11 do 13,2 mm, a samice od 12,2 do 14 mm. W Europie jest to największy przedstawiciel rodzaju Aphrophora. Budowa ciała jest przysadzista, a zarys w widoku grzbietowym owalny z dość spiczastymi końcami. Długość ciała jest od 3,3 do 3,4 raza większa od szerokości głowy, a szerokość ciała od 1,2 raza większa od jej szerokości. Ubarwienie ciała jest zmienne, od ochrowego przez brązowawoszare po ciemnobrązowe, zwykle z ciemniejszym spodem odwłoka. Pokrywy odznaczają się małą, ale wyraźną plamką o żółtawym zabarwieniu położoną na środku żyłki medialnej, czasem mają także słabiej wyodrębnioną, ciemniejszą, ukośną przepaskę przez środek, niekiedy rozbitą na dwie ciemne plamy.
Powierzchnia głowy i przedplecza jest płaska, gładka, z dość wyraźnie zaznaczonym żeberkiem podłużnym, biegnącym przez ich środek. Głowa jest w zarysie trójkątna, od 3,8 do 4 razy szersza niż długa i niewiele szersza niż przednia krawędź przedplecza. Frontoklipeus jest znacząco nabrzmiały, od 1,1 do 1,4 raza dłuższy niż szeroki. Przedni brzeg ciemienia załamany jest pod kątem 117–120°. Przedplecze jest 1,4 raza szersze niż dłuższe. Śródplecze jest mniej lub bardziej spłaszczone, bez wyniesionych brzegów. Pokrywy są od 2,9 do 3 razy dłuższe niż szerokie, obficie punktowane, porośnięte delikatnym owłosieniem. Użyłkowanie na pokrywach jest stosunkowo dobrze zaznaczone. Odnóża pary tylnej mają golenie od 1,5 do 1,7 raza dłuższe niż pary przedniej. Golenie tylnej pary są ponadto od 2 do 2,2 raza dłuższe niż uda.
Genitalia samca mają pygofor o stronie brzusznej 1,8 raza dłuższej niż grzbietowa oraz zaopatrzony w hak i dysk. Rurka analna jest dwukrotnie dłuższa niż szeroka. Długość płytki subgenitalnej wynosi 0,7 długości pygoforu mierzonej pośrodku jego brzusznej strony. W widoku grzbietowym przedwierzchołkowa część edeagusa osiąga od 0,6 do 0,7 szerokości konektywy i jest po bokach okrągławo nabrzmiała. Wierzchołek edeagusa jest nierozdwojony. Stylus ma ząbek wewnętrzny znacznie większy od zewnętrznego.

## Biologia i ekologia

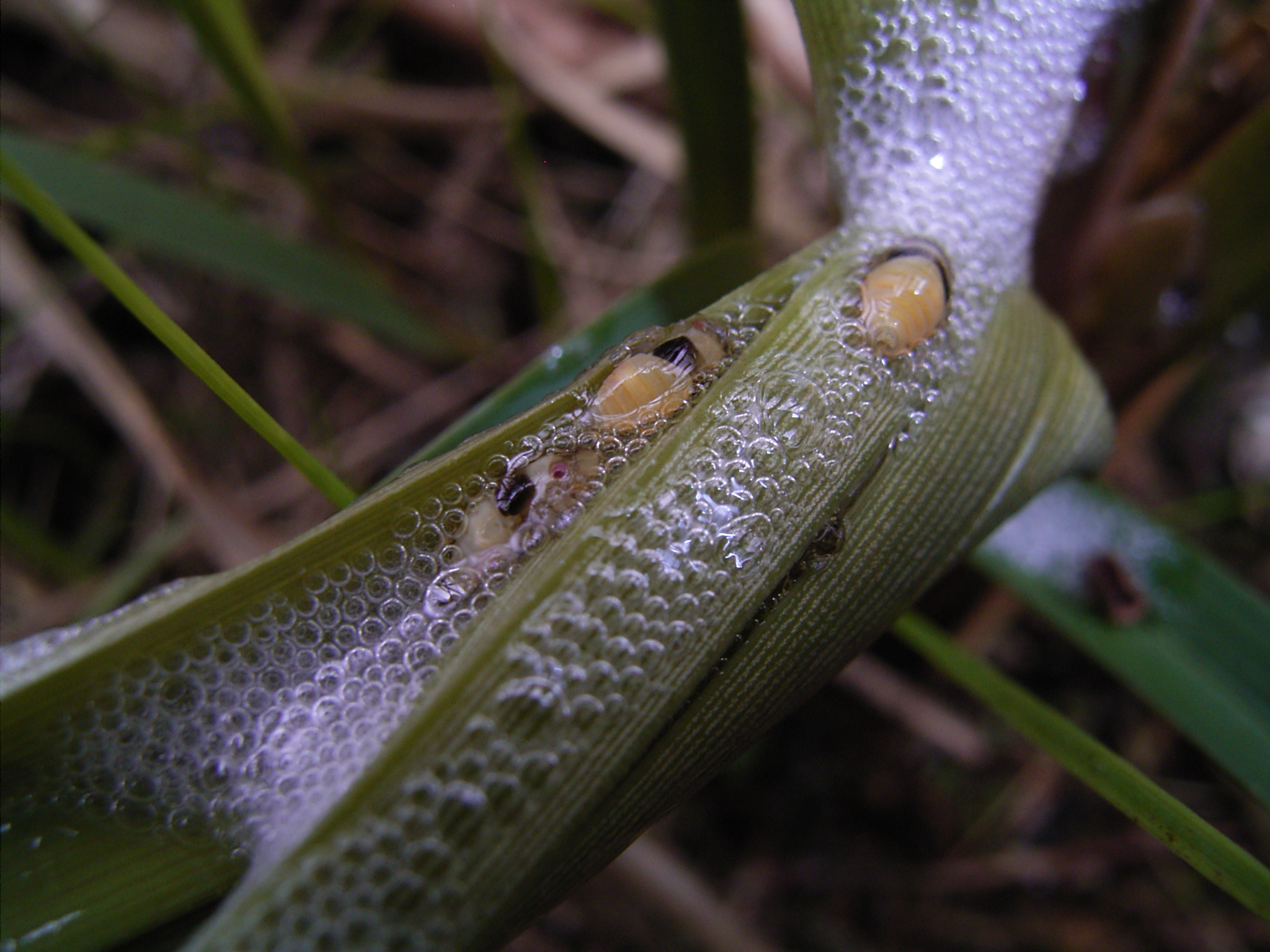
Przypominająca ślinę piana, pod osłoną której żerują larwy

Owad ten stenobiontem, mezohigrofilem i heliofilem. Zamieszkuje siedliska wilgotne i podmokłe o charakterze otwartym, trawiastym z rozproszonymi krzewami i drzewami. Występuje na torfowiskach, zwłaszcza na torfowiskach przejściowych (chętnie z klasy Scheuchzerio-Caricetea) i pobrzeżach torfowisk wysokich, mokradłach, podmokłych i położonych w cienistych dolinach łąkach, polanach leśnych i obrzeżach lasów. Dociera do wysokości 850 m n.p.m.
W ciągu roku występuje jedno pokolenie. Postacie dorosłe obserwuje się od lipca lub sierpnia do października. Gody odbywają się późnym latem. Samce wabią samice za pomocą dźwięków produkowanych przez narządy bębenkowe położone po bokach pierwszego segmentu odwłoka. Pieśń A. major składa się z ciągłego wysokiego dźwięku, trwającego od 4 do 6 sekund, niepodzielonego rytmicznie na sylaby. Jest ona charakterystyczna dla gatunku i pozwala na odróżnienie go od innych przedstawicieli rodzaju Aphrophora bytujących w tych samych siedliskach. Stadium zimującym są jaja; ich składanie zwykle ma miejsce we wrześniu na roślinach zielnych.
Zarówno postacie dorosłe, jak i larwalne są fitofagami ssącymi soki roślin, jednak różnią się co do diety. Larwy żerują w piętrze roślin zielnych gromadnie, pod osłoną przypominającej ślinę pienistej wydzieliny. Do ich roślin pokarmowych należą bylice, gnidosze i trzciny. Owady dorosłe żerują na roślinach drzewiastych, głównie na brzozach i wierzbach. Spotyka się je również na innych roślinach, co do których nie wiadomo czy służą za pokarm, w tym na dzięgielach, glicyniach, jodłach, oliwnikach, olszach, sosnach, świerkach, wiązach.

## Rozprzestrzenienie i zagrożenie
Gatunek palearktyczny o dysjunktywnym zasięgu eurosyberyjskim. W Europie znany z Irlandii, Wielkiej Brytanii, Francji, Holandii, Niemiec, Austrii, północnych Włoch, Szwajcarii, Norwegii, Polski, Czech, Węgier, Ukrainy, Słowenii, Czarnogóry, Serbii oraz europejskiej części Rosji. W Azji występuje na Rosyjskim Dalekim Wschodzie, Sachalinie, Kurylach, w północnych Chinach, Korei i Japonii, w tym na Hokkaido, Honsiu, Sikoku i Kiusiu.
W Polsce owad ten znany jest z nielicznych, rozproszonych stanowisk na wschodzie kraju, w tym z Puszczy Białowieskiej, Biebrzańskiego Parku Narodowego i Kotliny Sandomierskiej. Jego lokalne populacje są mało liczebne. W „Polskiej czerwonej księdze zwierząt” umieszczony został jako gatunek mniejszego ryzyka, a na „Czerwonej liście zwierząt ginących i zagrożonych w Polsce” jako gatunek narażony na wymarcie (VU). Na „Czerwonej liście gatunków zagrożonych Republiki Czeskiej” również umieszczony jest jako gatunek narażony (VU). W Niemczech piewik ten zamieszkuje podnóża Alp, Las Bawarski oraz mokradła na północnym zachodzie kraju. Na niemieckiej „Czerwonej liście” umieszczony jest jako gatunek zagrożony.
Gatunkowi temu zagraża utrata siedlisk wskutek osuszania, zabiegów gospodarczych i przekształcania w użytki rolne terenów podmokłych.